# اولگا بوگواسلوفسکایا
اولگا بوگواسلوفسکایا (روسی: Ольга Михайловна Богословская؛ زادهٔ ۲۰ مهٔ ۱۹۶۴) ورزشکار دو و میدانی، و گزارشگر ورزشی اهل روسیه است.